# Большой Завраг
Большой Завраг — деревня в Павинском районе Костромской области. Входит в состав Павинского сельского поселения

## География
Находится в северо-восточной части Костромской области на расстоянии приблизительно 4 км на восток-северо-восток по прямой от села Павино, административного центра района.

## Население
Численность постоянного населения составляла 78 человек в 2002 году (русские 98 %), 29 в 2022.